# Kormos Anett
Kormos Anett (Lengyeltóti, 1981. november 22. –) magyar humorista, újságíró.

## Pályafutása
Általános iskolai tanulmányait Balatonbogláron végezte. Középiskolába Pécsen járt. Itt a Kelet című iskolai lapban jelentek meg írásai. Főiskolai tanulmányait a Berzsenyi Dániel Főiskola kommunikáció-művelődésszervező szakán végezte Szombathelyen. Írt a Frissítő című iskolai hetilapnak, az Író Deáknak, a Kilátónak valamint alapító tagja volt az Albatrosz című közéleti és irodalmi folyóiratnak. Ekkor jelentek meg írásai a Népszabadságban és az Életünk 2000-ben.
A főiskola befejezése után Budapestre költözött. A Kiskegyedben és a Gyöngyben is 2004 óta jelennek meg írásai, 2006-ban pedig novelláskötetet adott ki Ingyen Színház címmel. A 2000-es évek végén benevezett a Magyar Televízió stand-up comedy tehetségkutatójába, a Mondom a magamét! című műsorba, ahol a második helyezést érte el. Ekkor figyelt fel rá Litkai Gergely, a Dumaszínház főszerkesztője, aki meghívta őt a társulatba. A műfaj első női előadójaként 2010 áprilisában szerepelt először a Showder Klubban. Sajátos humora, érzelemmentes, mosolytalan előadásmódja azóta védjegyévé vált.
Alkalmi vendégként időnként feltűnt a Heti Hetesben, de a humor mellett az újságírás is megmaradt. A Dumaszínház legismertebb tagjaival készült interjúit a Dumaszínház – Tankönyv és munkafüzet címmel megjelent riportkönyvében publikálta 2010-ben.
2016-tól írója az A mi kis falunk sorozatnak.

## Magánélete
Elvált, két kislány édesanyja.

## Idézet
| „ | Nem fogok hason csúszva, sárga ruhában a fejemen tojást törni, vagy beköltözni a villába, meg ilyenek, de nem azért, mert ettől celebbé válnék, hanem mert ez tőlem idegen. | ” |
|   | |   |

Kormos Anett, 2011 február, Interjú a dumaszinhaz.blog.hu-n 

## Munkái

### Könyvei
- Ingyen Színház (Kairosz Kiadó, 2006, ISBN 9639642266)
- Dumaszínház – Tankönyv és munkafüzet (Ulpius-ház, 2010, ISBN 9789632543796)
- A nagy roastkönyv (Dombóvári Istvánnal, Jaffa Kiadó, 2013, ISBN 9786155235986)

### Televízió
- Mondom a magamét, M1
- Showder Klub, RTL Klub
- Heti Hetes, RTL Klub
- "Egy nap a világ", VIASAT3

## Külső hivatkozások
- Dumaszínház honlap
- Kairosz könyvkiadó
- Kávéházi dumasarok Kormos Anettel
- Interjú a Budapest Terminálon